# Округ Кракау
Округ Кракау (нем. Bezirk Krakau, Кра́ковский уе́зд, пол. Powiat krakowski) — административная единица коронной земли Королевства Галиции и Лодомерии в составе Австро-Венгрии, существовавшая в 1867—1918 годах. Административный центр — Краков.
Площадь округа в 1879 году составляла 4,977 квадратных миль (286,38 км2), а население - 56 465 человек. Округ насчитывал 113  населённых пунктов, организованные в 106  кадастровых муниципалитета. На территории округа действовало 2 районных суда — в Лишках и Кракове.
После Первой мировой войны округ вместе со всей Галицией отошёл к Польше.